# Пландом Хајтс (Њујорк)
Пландом Хајтс (енгл. Plandome Heights) град је у америчкој савезној држави Њујорк.

## Демографија
По попису из 2010. године број становника је 1.005, што је 34 (3,5%) становника више него 2000. године.
| Група             | 2000.       | 2010.       |
| Белци             | 867 (89,3%) | 855 (85,1%) |
| Афроамериканци    | 3 (0,3%)    | 2 (0,2%)    |
| Азијати           | 66 (6,8%)   | 86 (8,6%)   |
| Хиспаноамериканци | 30 (3,1%)   | 45 (4,5%)   |
| Укупно            | 971         | 1.005       |